# Маршелепо-Мізері
Маршелепо-Мізері (фр. Marchélepot-Misery) — муніципалітет у Франції, у регіоні О-де-Франс, департамент Сомма. Маршелепо-Мізері утворено 1 січня 2019 року шляхом злиття муніципалітетів Маршелепо i Мізері. Адміністративним центром муніципалітету є Маршелепо. Населення — 585 осіб (01.01.2021).